# Saxifraga hetenbeliana
Saxifraga hetenbeliana är en stenbräckeväxtart som beskrevs av Bürgel. Saxifraga hetenbeliana ingår i Bräckesläktet som ingår i familjen stenbräckeväxter. Inga underarter finns listade i Catalogue of Life.